# Лор'є-авеню (міст)

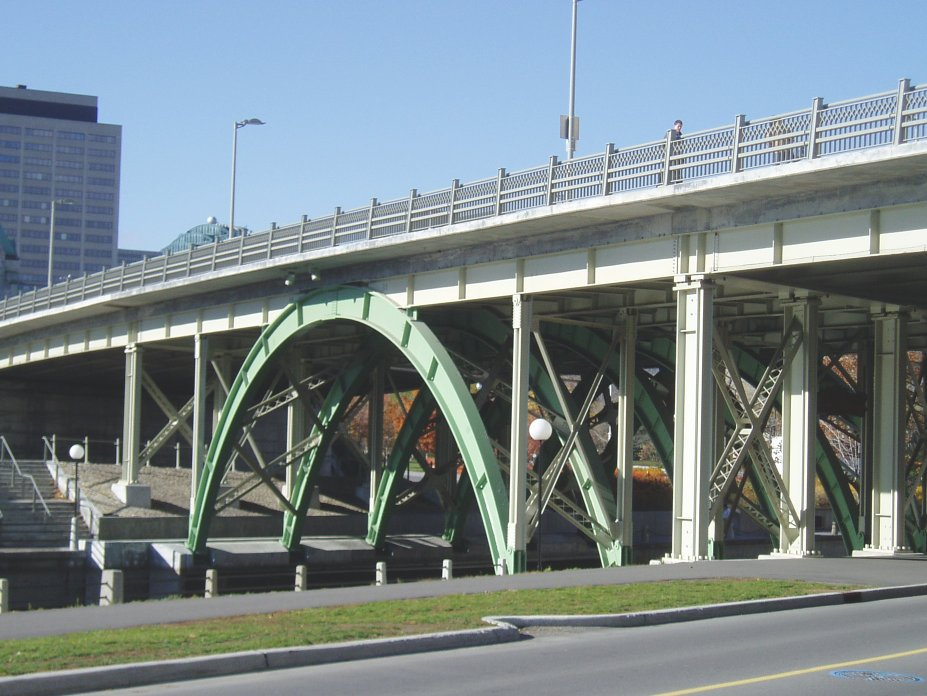
Міст Лор'є-авеню, вид з південного сходу

45°25′21″ пн. ш. 75°41′22″ зх. д. / 45.422529937936° пн. ш. 75.689328139399° зх. д.
Лор'є-авеню (англ. Laurier Avenue Bridge) — автомобільний і пішохідний міст в Оттаві. Є частиною Лор'є-авеню, від якої отримав свою назву. Проходить над каналом Рідо, шосе Полковника Бая й шосе Королеви Єлизавети. Завдяки пофарбованим в зелений колір сталевим аркам міст є одним з найбільш відомих в Оттаві. Багато заходів зимового фестивалю Вінтерлюд проходять поблизу моста, на його тлі люблять фотографуватися лижники. Біля східного кінця моста розташований південний вхід в штаб-квартиру Департаменту національної оборони Канади.
Вперше міст в цьому місці був споруджений у 1872 році. Сучасний міст з 4-смуговим рухом був споруджений у 1900 році й продовжений на схід у 1945. Спочатку мостом управляла Національна столична комісія Канади, однак у 1996 році вона передала цей міст разом з мостом Макензі Кінга міській владі, оскільки в комісії не виявилося достатньо фінансів на ремонт обох мостів. У 2001 році міст було реставровано й розширено. Була збільшена площа для автомобільного руху, додатково виділені смуги для велосипедистів, розширені узбіччя для пішоходів. Навколо мосту були споруджені сходи та поліпшений ландшафт.